# 青のオーケストラ
『青のオーケストラ』（あおのオーケストラ）は、阿久井真による日本の漫画作品。元天才ヴァイオリニストの少年を描くアンサンブル青春コミック。漫画雑誌アプリ『マンガワン』（小学館）にて2017年4月25日より、ウェブコミック配信サイト『裏サンデー』（同社）にて同年5月2日よりそれぞれ連載を開始。作者である阿久井真が産休および育休期間に入って以降は不定期更新となっている。
阿久井担当の出版社員が千葉県立幕張総合高等学校シンフォニックオーケストラ部出身だったことから、同部への取材をもとに描かれている。
音楽好きの若年層を中心に話題を集め、『マンガワン』の看板作品・代表作とされることもある。2021年8月時点で累計発行部数は300万部を突破している。
2023年1月、第68回「小学館漫画賞」少年向け部門を受賞。

## あらすじ
かつてヴァイオリンのコンクールで数々の成績を収めていた少年・青野一は家庭の事情もあってヴァイオリンを止めていたが、ふとした切っ掛けで秋音律子と出会い一度はやめたヴァイオリンを再び弾き始める。その後2人は進学先の高校でオーケストラ部に入るが、そこでコンクールでトップの成績を収めていた佐伯直と邂逅しヴァイオリンの腕を競うことになる。

## 登場人物
声の項および演奏の項は、それぞれテレビアニメ版における声優と演奏キャスト。
青野 一（あおの はじめ）
声 - 千葉翔也、鈴代紗弓 / 演奏 - 東亮汰
本作の主人公。1stヴァイオリン。1年生。1月1日生まれ。松戸市在住。
ヴァイオリニストである父・龍仁の手解きを受け、小学生から中学生のころに各種コンクールでトップ成績を収めた。しかし父の不倫スキャンダルに衝撃を受け、父に纏わる全てを拒絶してヴァイオリン演奏を止めてしまう。それ以来無気力に人生を送っていた。「なるべく遠くにある公立の高校」を希望し、担任教師・武田の薦めで千葉県立海幕高校への進学を決意。そんな最中体育の授業中の怪我で訪れた保健室でヴァイオリンの練習をしていた秋音と出会い、その姿に触発されて約1年ぶりに再びヴァイオリンを手に取る。秋音と一緒に海幕高校へ進学するとオーケストラ部に入部し、そこで自分と入れ替わりの格好でコンクールを総なめにした佐伯を初めて目の当たりにして、自身の音楽への情熱が再燃する。
幼少期から習っていたヴァイオリンの技量は高く、一年のブランクで少し陰りが出ていたが現在は復調している。体育は全く苦手で、勉強もそれほど得意ではないが、秋音のヴァイオリンの基礎練習に付き合う代わりに、高校入試では彼女のサポートの元、猛勉強して一般入試で海幕高校に合格する。彼曰く「(父親が)離婚して出てった」以降は、母と共に暮らしているが、何故か姓名は変えていない。兄弟である佐伯とは一度喧嘩したことで完全に和解しており、父親なんて関係なく自分達は自分達だと互いを認め合えるようになった。以降は互いにライバルとして負けられないと切磋琢磨する間柄になる。合唱部と合同でのクリスマスコンサートを終えて新年を迎えた際にサッパリしようと髪を切る。
佐伯 直（さえき なお）
声 - 土屋神葉、石見舞菜香（幼少期） / 演奏 - 尾張拓登
青野のライバルにして異母兄弟。1stヴァイオリン。1年生。2月6日生まれ。
12歳のころまでドイツに住んでいた帰国子女。そのため日本語の読み書きが苦手で中学時代にはクラスで浮いていた。高校でも補習時は青野から漢字に平仮名を振ってもらう。勉強と運動が苦手なのは青野と同じで、兄弟の共通点にもなっている。4歳からヴァイオリンを始め帰国後、いきなりコンクールで優等の成績を収める。推薦入試で海幕高校に入学するとオーケストラ部に入り、入部テストで青野とアンサンブルで競演。以後同じ第1ヴァイオリンのパートで互いの技量を競う。
実の母親はソプラノ歌手で、青野の父と交際していたことがマスコミに嗅ぎ付けられて不倫報道となり、青野家の崩壊に繋がっている。祖父が死んだあと日本へ引っ越し、実母方の祖母と共に暮らしつつ何時か兄弟と出会えたらいいなと考えていた最中にこの報道があり、自分の存在が全てを壊したんだと思い込み自己否定的な複雑な感情を抱くことになる。青野と高校で初めて出会ったときに自分の素性を打ち明けようと考えていたが、踏ん切りが付かず中々告白できずにいた。青野の母が倒れて入院した一連の出来事の最中にようやく打ち明けられ、本音をぶつけ合って喧嘩したことで心の底から互いを認め合えるようになった。
秋音 律子（あきね りつこ）
声 - 加隈亜衣 / 演奏 - 山田友里恵
本作のヒロイン。青野の友人。2ndヴァイオリン。1年生。9月23日生まれ。松戸市在住。
成績優秀で運動神経抜群。心優しく、正義感が強くて曲がったことが嫌い。男子からの人気も高い様だが、本人的には未だ色気より食い気が勝っている。中学時代、親友の小桜がいじめで転校したことで加害生徒に手をあげ、クラス内で孤立。保健室登校になっていた。同じころにヴァイオリンを弾き始めたことで青野と知り合い、共に海幕高校へ進学。入学直後に、所持を始めたばかりの青野の携帯電話に宛先を初登録し、(彼からの視点で)「記念すべき友達1人目」と認識している。青野の的確な指導に加え、人並み外れた練習量と青野も驚くほどの耳の良さで短期間のうちに技量を磨いていく。実母は既に他界しており、実父は海外へ単身赴任しているため、再婚相手で新聞社勤務の継母・司と暮らしているが、母子仲はとても良い。
心が強く逆境でも折れずに目標へとまっすぐ向かう姿勢、下手でも物おじせず好きなものは好きだといつも楽しそうにヴァイオリンを弾く姿が青野に強烈な刺激を与え再起を促した。その後も彼女の行動は青野に大なり小なり常に影響を与えている。継母の誕生日会を青野と二人で準備して開いた日の夜、別れ際に青野の頬に衝動的にキスをしてしまい自分の抱いていた気持ちに気付く。その日以来、表面上は普段通り平静に振舞いつつも、内心では青野が女生徒と話しているのを見かけると嫉妬したりするようになる。
小桜 ハル（こざくら ハル）
声 - 佐藤未奈子 / 演奏 - 小川恭子
青野の友人。秋音の親友。1stヴァイオリン。1年生。3月26日生まれ。在宅時には眼鏡を着用する。
心優しく穏やかだが、控えめで遠慮がちな性格。中学時代、いじめに遭って転校に追い込まれたことで、彼女では無く、青野から秋音ヘヴァイオリン演奏技術を伝授する契機にも成った。ヴァイオリン経験者で青野も上手いと称えるほど。過去に青野とコンクールで一緒になったことがあり、落選して泣いていた時、青野に声を掛けられたことから意識するようになる。高校で再会すると再びその思いを自覚し、秋音ら女子生徒と青野が良く話すときに、嫉妬心を抱く時もある。
山田 一郎（やまだ いちろう）
声 - 古川慎 / 演奏 - 佐藤晴真
青野の友人。担当楽器はチェロ。1年生。4月5日生まれ。下の名前はグッズ・アニメ公式HPにて判明した。
明るく活発で友人が多く、人とあまり関わろうとしない青野にも積極的に話しかける。対人のバランス感覚に優れ、仲間内の潤滑油のような存在。青野・佐伯・秋音・小桜の4人と共に行動することが多いが、チェロ担当なためパート練習で離れてしまうことを常々ボヤく。佐伯とは中学の同級生でそのころから仲が良い。当時、山田は幼少期から続けていたチェロの腕前に一角の自信を持っていたが、佐伯と出会い彼のヴァイオリンを聞いたことで粉微塵にそれを砕かれた。一時期演奏を辞めようと考えていたが、いつも楽器演奏に反対していた父親に他人を理由に辞めるのは許さないと叱られて考えを改め現在に至る。山田のこの体験談を聞いた青野は自身の演奏を振り返る契機になった。
立花 静（たちばな しずか）
声 - Lynn / 演奏 - 城戸かれん
高校入学後に出会った同期。背が低い。2ndヴァイオリン。1年生。
5歳からヴァイオリンをやっている。原田の後輩で、北中の管弦楽部で部長をやっていた。当時は1stヴァイオリン。とても気が強くて素直ではない性格で、いつも何かに怒っているように見えるほど人当たりがキツイが、本当は生真面目なだけで面倒見が良い。その性格から初心者の秋音とぶつかり、当初は険悪な仲だった。部長をやっていただけに周りが良く見えており、秋音とぶつかっていたのも彼女が独りよがりな演奏をしていて本来の力を発揮できていなかったのと、その姿が中学のころの自分に重なっていたため。現在はSNSでやり取りをするほど仲良くなっている。
中学時代、独りよがりな面が悪い方向に働いて部長として先代から引き継いだ部の舵取りに失敗。部が続けてきた連続金賞受賞を逃しただけでなく、部員達からも自分のやり方を全否定され酷評された辛い過去を持つ。そのため先代部長だった佐久間に顔向けできず暫くの間彼から逃げ回っていた。
原田 蒼（はらだ そう）
声 - 榎木淳弥 / 演奏 - マリア・ドゥエニャス
青野が入部するシンフォニックオーケストラ部の先輩。青野達の入部時はコンサートマスター。1stヴァイオリンのパートリーダー。3年生。
佐久間、筒井、立花は中学校時代からの後輩。技量は高く、青野や佐伯が憧れ目指す先輩の一人として描かれる。爽やかで整った顔立ちで、特に演奏中の楽しげな表情や周りを引き寄せる不思議な雰囲気に虜になる女子生徒が多い（原田マジックと呼ばれる）。普段もその人あたりの良さから男女問わず人気で親われる。
次期コンマスとされていた2年生の羽鳥に対しては「お前の中途半端な姿勢がみんなの努力を邪魔する」と厳しい言葉をかける。部を引退してからも後輩達のことを気にかけ、度々おせっかいを焼こうとする。
立石 真理（たていし まり）
声 - 小原好美
青野達が入部したころのシンフォニックオーケストラ部部長。担当楽器はフルート。誕生日は8月18日。3年生。
原田と同じく整った顔立ちで、美人と言われている。チェロのパートリーダーを務めている高橋翼と仲が良く、「海に行きたいのに、受験勉強がある」などと愚痴をこぼす。フルートの実力はあまり良いとは言えず、度々指揮兼部顧問・鮎川広明に注意される。しかし自主練習を重ね、夏の発表会を十分な形で迎えて演奏を終え引退する。
羽鳥 葉（はとり よう）
声 - 浅沼晋太郎 / 演奏 - 関朋岳
シンフォニックオーケストラ部の次代コンサートマスター。1stヴァイオリン。2年生。
フレンドリーな性格。ダンス部と兼部でオケ部の活動と往来を繰り返す。そのため、原田に厳しい指摘をされる。同輩の次席奏者・裾野姫子と滝本とは仲が良いが、佐久間には良い対応をされない。あまり部活に顔を見せなかったがその技術力は確かで、後輩である青野からも慕われるほど。3年の引退を機にオーケストラ部に専念するようになる。
裾野 姫子（すその ひめこ）
声 - 金澤まい
シンフォニックオーケストラ部の2ndバイオリン次期パートリーダー。2年生。
しっかり者で面倒見が良く、食べることが大好きだが、オーディションでは非常に緊張するタイプ。
佐久間 優介（さくま ゆうすけ）
シンフォニックオーケストラ部の打楽器セクションリーダー。打楽器担当（夏の定期演奏会ではシンバル、秋のコンクールではティンパニ）。2年生。
几帳面な性格。立花の先代の北中管弦楽部の部長。初対面の青野に「嫌い」と言い放ち、歯に衣着せぬ言動で部員全体の痛いところを突きまくるなど、初登場時から嫌味キャラとして描かれる。しかし、嫌味な言動とは裏腹に物事の核心をつく指摘をするなど、他の部員には見せない積極的な面や信念があり実際はかなり頼れる先輩。自他ともに甘やかさないストイックな人物で、それがこうした形で表に出ている。青野も最初は彼に突っかかるが、その態度の裏に隠された本当の姿を知って、嫌な相手からちょっと苦手な相手へと変わる。同じ中学出身で部長の筒井とは仲が良い。立花は中学校時代からの後輩であり、原田もまた中学校時代からの先輩である。当時部が上手く行っていないことを知りながら引退したからもう口出しするのは辞めようと自分に言い訳し、舵取りに苦戦して孤立していった後輩（立花）を助けてやらなかったことを後悔しており、もう同じ過ちを繰り返さないと誓って今の態度になっている。甘党。
筒井 俊樹（つつい としき）
シンフォニックオーケストラ部の次代部長。担当楽器はホルン。2年生。
佐久間とは仲が良く、中学校時代からの友人。優柔不断かつ優しい性格。中学校時代のオーケストラ部の出来事（立花の件）を機に部長になろうと決心する。文字の綺麗さやポスターの傾き具合を細かに気にするなどとても几帳面な部分がある。青野と同じく運動は苦手。
滝本 かよ（たきもと かよ）
声 - 渕上舞
シンフォニックオーケストラ部の2ndヴァイオリンパートリーダー。当時の3年生引退を機に、1stヴァイオリンから異動する。2年生。
後輩の青野を気に入り、親密な態度をとる。2ndヴァイオリンの中での数少ない経験者。裾野・羽鳥とは食事などで一緒に過ごすなど仲が良い。
大学は医学部進学志望で、受験勉強と部活の両立に関して母親を納得させられなかった。熟慮の末、受験のため秋のコンクール終了後に部に籍を残したまま活動を休止する。
東金 梨香（とうがね りか）
シンフォニックオーケストラ部の管楽器セクションリーダー。担当楽器はトランペット。2年生。
青野を呼び捨てで言う、気が強い性格。佐久間に言わせると自分に甘い所がある。
平良 まりあ（たいら まりあ）
シンフォニックオーケストラ部の部員。担当楽器はオーボエ。2年生。
明るい性格で絵を描くのが好き。原田の相方の次席奏者だった、3年生の町井美月と共に、青野と小桜の関係を気に掛けている。バッカナールでは序盤のオーボエのソロ部分を担当。
篠崎 加奈（しのざき かな）
青野と秋音と同じ中学出身で、中学時代に小桜ハルをいじめていたグループの主犯格。基本的にクズな人物として描かれる。小桜を助けようと秋音はいじめから守ろうとするが、小桜は不登校となり最終的に転校したため、いじめから庇っていた秋音だけを標的にするようになり、秋音はそれに反発する態度を見せるなど幾度となくいざこざを起こし、二人の間には確執がある。高校入学後、小桜と街で再会した際に彼女を恐喝しようとするも青野に制止され、彼の強圧的な態度に気圧され（この時青野は佐久間ならどうするだろうか考え真似していた）撃退される。
米沢千佳
声 - 前田佳織里
海幕高校オーケストラ部で青野達の先輩。2ndヴァイオリンのパートリーダー。3年生。
柴田修
声 - 福島潤
海幕高校オーケストラ部で青野達の先輩。3年生。
鮎川広明
声 - 小野大輔
オーケストラ部の顧問。海幕高校オーケストラ部OBであり、武田とは同期。当時はトランペットを担当していた。生徒のことをよく見ており、その指導も的確だが、自他ともに厳しい性格なため練習はとても難易度が高い。青野のことは音楽に携わる人間として当然経歴を知っており、武田に相談されて入学前から海幕に来る事も知っていたが、発破をかけるために当初はわざと知らない振りをして佐伯の名前だけ憶えているような態度をとっていた。
武田先生
声 - 金子隼人
青野一と秋音律子が通っていた松戸市立中学校の教師。海幕高校オーケストラ部OBであり、鮎川とは同期である。人格者で面倒見が良い。青野と秋音にとって人生の転機を齎してくれた恩師。かつてコンクールを総なめしていた青野のヴァイオリンのファンで、彼の再起の切っ掛けになればと秋音と引き合わせたことで物語が始まる。
青野の母親
声 - 斎藤千和
明るい人柄の女性。かつての夫である青野龍二の不倫相手の息子である佐伯の存在は知らない。約一年ぶりにヴァイオリンを手に取った息子のことを喜んでいる。ヴァイオリンの練習のため度々家を訪れるようになった秋音と意気投合し、彼女のことをかなり気に入っている。現在は何ら影を感じさせないが、青野の回想によると不倫報道の際は心ないマスコミの取材合戦で精神的に追い詰められかなり酷い状態だった模様。女手一つで家計を支えていたが、過労のため倒れてしまう。その際の一連の出来事で息子がオーケストラ部を辞めようと悩んでいたことは知っているが、異母兄弟の存在と二人が喧嘩して互いに壁を一つ乗り越えたことは知らされていない。

## 作中登場曲目一覧
出典：
- 「無伴奏チェロ組曲」から（バッハ）
- 「軽騎兵」序曲（スッペ）
- 「G線上のアリア」（バッハ）
- （ブルッフ）
- 「交響曲第9番『新世界より』」（ドヴォルザーク）
- 「ハンガリー舞曲集」から（ブラームス）
- 「ヴァイオリンとチェロのための二重奏」（コダーイ）
- 「ユーモレスク」（ドヴォルザーク）
- 組曲「カルメン」より前奏曲（ビゼー）
- 「くるみ割り人形」組曲（チャイコフスキー)
- 「四季」から（ヴィヴァルディ）
- 「サムソンとデリラ」よりバッカナール（サン＝サーンス）
- 「『14の歌曲集」』からヴォカリーズ」（ラフマニノフ）
- 「トゥーランドット」より（プッチーニ）
- 「2つのヴァイオリンのための協奏曲」（バッハ）

## 書誌情報

### 漫画
- 阿久井真 『青のオーケストラ』 小学館〈裏少年サンデーコミックス〉、既刊12巻（2025年3月12日現在）
  1. 2017年7月19日発売[19]、ISBN 978-4-09-127744-2
  2. 2017年11月10日発売[20]、ISBN 978-4-09-128019-0
  3. 2018年5月11日発売[21]、ISBN 978-4-09-128295-8
  4. 2018年9月12日発売[22]、ISBN 978-4-09-128517-1
  5. 2019年1月18日発売[23]、ISBN 978-4-09-128757-1
  6. 2019年8月8日発売[24]、ISBN 978-4-09-129378-7
  7. 2020年5月12日発売[25]、ISBN 978-4-09-850113-7
  8. 2020年9月11日発売[26]、ISBN 978-4-09-850239-4
  9. 2021年4月19日発売[27]、ISBN 978-4-09-850506-7
  10. 2022年4月19日発売[28]、ISBN 978-4-09-851078-8
  11. 2023年3月31日発売[29]、ISBN 978-4-09-851759-6
  12. 2025年3月12日発売[30]、ISBN 978-4-09-854033-4

### 小説
- 時海結以（著） / 阿久井真（絵・原作） 『小説 青のオーケストラ』 小学館〈小学館ジュニア文庫〉、既刊1巻（2023年3月31日現在）
  1. 2023年3月31日発売[31]、ISBN 978-4-09-2314481

## テレビアニメ
2022年4月にテレビアニメ化が発表され、第1期が2023年4月9日から10月8日までNHK Eテレにて毎週日曜17時に放送された。
第2期は第1期終了後に製作が発表された。2025年秋よりNHK Eテレにて放送予定。

### スタッフ
- 原作 - 阿久井真[36]
- 監督 - 岸誠二[33]
- 副監督 - 前田薫平
- シリーズ構成 - 柿原優子[33]
- キャラクターデザイン - 森田和明[33]
- 美術監督 - 平山瑛子
- 美術設定 - 廣瀬義憲
- 色彩設計 - 伊東さき子
- 撮影監督 - 井上陽人、浦林智宏
- 3DCGディレクター - 藤原尊、瀬尾太
- 編集 - 名取信一
- 音楽 - 小瀬村晶[12]、栗原悠希、栗山晃一
- 音響監督 - 飯田里樹[12]
- 演奏 - 洗足学園フィルハーモニー管弦楽団[12]
- アニメーションプロデューサー - 山本秉碩
- プロデューサー - 内田沙矢子、角学
- 制作統括 - 坂田淳[36]、八木雪子
- アニメーション制作 - 日本アニメーション[33]
- 制作・著作 - NHK、NHKエンタープライズ、日本アニメーション[33]

### 主題歌
「Cantabile」
Novelbrightによる第1期オープニングテーマ。作詞は竹中雄大、作曲は竹中と沖聡次郎、編曲はNovelbright。
「夕さりのカノン feat.『ユイカ』」
粗品による第1期エンディングテーマ。作詞・作曲は粗品、編曲はsyudou、歌は『ユイカ』。

### 各話リスト
| 第1話  | 青野ハジメ             | 柿原優子 | 岸誠二 前田薫平 田中貴大 | 市村仁弥          | 森田和明 たかおかきいち                                      | 2023年 4月9日 |
| 第2話  | 秋音律子               | 柿原優子 | 前田薫平                 | 前田薫平          | 森田和明 篠田美咲 中野友貴                                   | 4月16日       |
| 第3話  | 海幕高校オーケストラ部 | 柿原優子 | 神谷純                   | 粟井重紀          | 後藤香織 小松香苗 松下純子 符世銘 張金浩 趙珉 徐学文         | 4月23日       |
| 第4話  | 佐伯直                 | 柿原優子 | 田中貴大                 | 宮田政典          | 後藤香織 小松香苗 川本和隆 斎花 田倉佳乃 等々力美穂 服部未夢 | 4月30日       |
| 第5話  | 原田蒼                 | 柿原優子 | 前田薫平                 | 市村仁弥          | 森田和明 佐藤好春 篠田美咲                                   | 5月7日        |
| 第6話  | 雨の日                 | 柿原優子 | 神谷純                   | 粟井重紀          | 後藤香織 上赤由香里 張金浩 霍晨徍 陶敬偉                     | 5月14日       |
| 第7話  | 小桜ハル               | 柿原優子 | 市村仁弥                 | 宮城大翔          | レレ ケルベロス レック・スワリン パテ 岩永遼太 松本さり 趙玲 | 5月21日       |
| 第8話  | G線上のアリア          | 柿原優子 | 神谷純                   | 田中貴大          | 小松香苗 符世銘 廣中美佳 松下純子 張金浩 徐学文 王俊         | 5月28日       |
| 第9話  | 先輩                   | 柿原優子 | 前田薫平 神谷純 市村仁弥 | 鈴村薫            | 佐藤和馬 赤城史寿 仲元勇信                                   | 6月4日        |
| 第10話 | 初心者と経験者         | 柿原優子 | 田中貴大                 | 映月              | 後藤香織 符世銘 廣中美佳 張金浩 徐学文 楊陽 金逸凡           | 6月11日       |
| 第11話 | 決戦前夜               | 池田ゆき | 神谷純                   | 鈴木拓郎          | たかおかきいち                                               | 6月18日       |
| 第12話 | オーディション         | 髙橋幹子 | 入江泰浩                 | 黒田晃一郎 毛応星 | 後藤香織 関鵬 明光 慧敏                                      | 6月25日       |
| 第13話 | 自分の音色             | 髙橋幹子 | 市村仁弥                 | 市村仁弥          | 篠田美咲 佐藤好春                                            | 7月2日        |
| 第14話 | 歩み寄る               | 池田ゆき | 森山雄治                 | 田中貴大          | 後藤香織 tofu 上赤由香里 清水椋大 川本和隆 符世銘            | 7月9日        |
| 第15話 | 本音                   | 池田ゆき | 田中貴大                 | 前田薫平          | たかおかきいち 中野友貴 武本心                               | 7月16日       |
| 第16話 | 心配                   | 柿原優子 | 神谷純                   | 森義博 毛応星     | 後藤香織 山内則康 鈴木捺世 明光 慧敏 瑞木晶                  | 7月23日       |
| 第17話 | もう一つの本音         | 柿原優子 | 安形裕篤 西田正義        | 竹谷徹平          | 張金浩 呉曉偉 徐学文 徐学武 楊陽 陶啓偉                      | 7月30日       |
| 第18話 | 真実                   | 柿原優子 | 前田薫平                 | 遠藤良柄 毛応星   | 後藤香織 廣中美佳 呉曉偉 徐学文 明光 慧敏 瑞木晶             | 8月27日       |
| 第19話 | 君として               | 柿原優子 | 鈴木拓郎                 | 鈴木拓郎          | 篠田美咲 佐藤好春                                            | 9月3日        |
| 第20話 | 夏の居場所             | 髙橋幹子 | 田中貴大                 | 竹谷徹平          | 徐学文 徐学武 覃国慶 林子葉 梁家園 廖菲                      | 9月10日       |
| 第21話 | ユーモレスク           | 髙橋幹子 | 市村仁弥 神谷純          | 市村仁弥 神谷純   | たかおかきいち 武本心 中野友貴 篠田美咲                      | 9月17日       |
| 第22話 | 贈る言葉               | 池田ゆき | 梅津朋美                 | 遠藤良柄          | 後藤香織 廣中美佳 徐学文 イ・スンヒ パク・スノク             | 9月24日       |
| 第23話 | 定期演奏会             | 柿原優子 | 神谷純 市村仁弥          | 前田薫平          | 篠田美咲 佐藤好春 森田和明                                   | 10月1日       |
| 第24話 | 新世界より             | 柿原優子 | 前田薫平 鈴木拓郎        | 前田薫平 鈴木拓郎 | 中野友貴                                                     | 10月8日       |

### 放送局
| 放送期間               | 放送時間           | 放送局    | 対象地域 | 備考                        |
| ---------------------- | ------------------ | --------- | -------- | --------------------------- |
| 2023年4月9日 - 10月8日 | 日曜 17:00 - 17:25 | NHK Eテレ | 日本全域 | 木曜 19:20 - 19:55 に再放送 |

| 配信開始日    | 配信時間                   | 配信サイト                                                                                           |
| ------------- | -------------------------- | --- |
| 2023年4月12日 | 水曜 12:00 更新            | FOD dアニメストア バンダイチャンネル Hulu U-NEXT アニメ放題 Lemino Amazon Prime Video Disney+ DMM TV |
| 2023年4月13日 | 木曜 0:00（水曜深夜） 更新 | TELASA J:COMオンデマンド auスマートパスプレミアム みるプラス                                         |

| 放送期間        | 放送時間           | 放送局    | 対象地域 |
| --------------- | ------------------ | --------- | -------- |
| 2025年10月5日 - | 日曜 17:00 - 17:25 | NHK Eテレ | 日本全域 |

| NHK Eテレ 日曜 17:00 - 17:25                   | NHK Eテレ 日曜 17:00 - 17:25                                    | NHK Eテレ 日曜 17:00 - 17:25 |
| 前番組                                         | 番組名                                                          | 次番組                       |
| ---------------------------------------------- | --------------------------------------------------------------- | ---------------------------- |
| ニャンちゅう!宇宙!放送チュー! （リピート放送） | 青のオーケストラ （第1期）                                      | ドッグシグナル               |
| スキップとローファー （第1期・実質再放送）     | 青のオーケストラ （第1期・再放送） ↓ 青のオーケストラ （第2期） | -                            |

### コラボレーション
島村楽器
2023年11月と12月に店舗で複製原画展とノベルティのプレゼントを行った。